# Josefov (Rožná)
Josefov (deutsch Josefsdorf) ist ein Ortsteil der Gemeinde Rožná in Tschechien. Er liegt fünf Kilometer südlich von Bystřice nad Pernštejnem und gehört zum Okres Žďár nad Sázavou.

## Geographie
Josefov befindet sich linksseitig des Tales der Nedvědička auf einem Höhenzug in der Böhmisch-Mährischen Höhe. Nördlich liegt die Talmulde des Baches Zlatkovský potok und im Süden die des Janovický potok. Südöstlich erhebt sich der Nad Drahami  (631 m), südlich die Zadní končiny (552 m) und im Westen der Hradisko.
Nachbarorte sind Zlatkov im Norden, Věchnov im Nordosten, Lískovec im Osten, Pernštejnské Janovice im Südosten, Suché Louky, Věžná und Jabloňov im Süden, Rožná im Westen sowie Dvořiště im Nordwesten.

## Geschichte
Josephsdorf entstand 1757 auf einem Teil der Fluren des zur Herrschaft Pernstein gehörigen aufgelösten Herrenhofes Janovice und ist nach Joseph von Stockhammer auf Pernstein benannt.  1790 bestand das Dorf aus 35 Häusern, in denen 145 Menschen lebten. Gepfarrt war der Ort nach Rožná, die Schule befand sich in Býšovec. 1834 lebten in den 36 Häusern von Josephsdorf 202 Einwohner.
Nach der Aufhebung der Patrimonialherrschaften bildete Josephsdorf / Josefov mit der Ansiedlung Suché Louky ab 1850 eine Gemeinde im Bezirk Neustadtl. Im Jahre 1900 hatte Josefov 197 Einwohner und bestand aus 34 Häusern. 1921 hatte Josefov 182 Einwohner und 1950 waren 142. 1949 wurde die Gemeinde dem Okres Bystřice nad Pernštejnem zugeordnet. 1961 erfolgte die Eingemeindung nach Rožná und zugleich die Zuordnung zum Okres Žďár nad Sázavou. 1970 lebten in Josefov 121 Menschen. 1991 hatte der Ort 55 Einwohner. Im Jahre 2001 bestand das Dorf aus 41 Häusern, in denen 56 Menschen lebten.

## Ortsgliederung
Zu Josefov gehört die einen Kilometer südlich unterhalb der Koppe gelegene Ansiedlung Suché Louky (Dürrwies).

## Sehenswürdigkeiten
- Kapelle Jungfrau Maria von Lourdes